# یودایالور
یودایالور (به انگلیسی: Udaiyalur) یک روستا در هند است که در تامیل نادو واقع شده‌است.

## خصوصیات
یودایالور ۲٬۹۹۵ نفر جمعیت دارد.